# Rangárvallasýsla

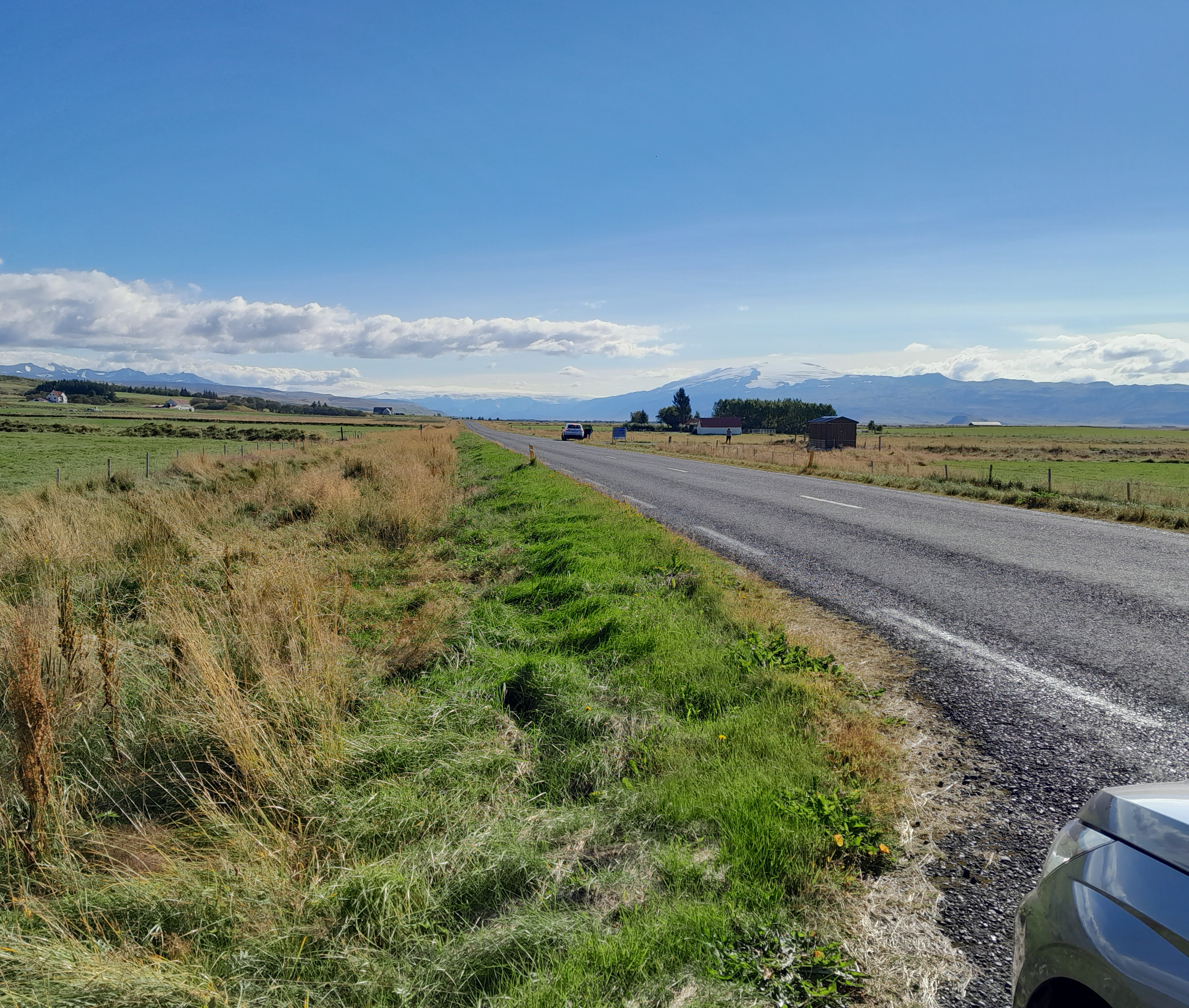
Bauernhöfe in Fljótshlíð, Rangárvallasýsla; in der Ferne die Gletschervulkane Katla und Eyjafjallajökull

Rangárvallasýsla

Die Rangárvallasýsla ist ein Bezirk im Süden Islands.
Der Bezirk reicht vom Hochland zwischen dem Hofs- und dem Vatnajökull bis an die Südküste. 
Auf einer Fläche von 7971 km² bilden die Gemeinden Rangárþing ytra, Rangárþing eystra und Ásahreppur den Bezirk Rangárvallasýsla. Die größten Orte sind Hella und Hvolsvöllur. Touristisch interessant sind unter anderem der Ort Skógar und der Gebirgsrücken Þórsmörk. Die Rangárvallasýsla liegt im Wahlkreis Suðurkjördæmi.